# Риё, Жан IV де
Жан IV де Риё (фр. Jean IV de Rieux;  27 июня 1447 года — 9 февраля 1518 года) — полководец из знатной бретонской семьи; потомок маршалов Франции Жана II де Риё и Пьера де Риё.
В 1488 году командовал бретонской армией в битве при Сент-Обен-дю-Кормье против армии французского короля Карла VIII.
После присоединения Бретани к Франции сопровождал короля Карла VIII в его походе против Неаполя.